# Тальмень
Тальме́нь (рос. Тальмень), або Тайме́ньє о́зеро (рос. Тайменье озеро) — природне озеро в Алтайських горах, розташоване в Республіці Алтай на південному сході Росії. Належить до високогірних льодовикових водойм. Його довжина становить 5420 м, найбільша ширина 1080 м, максимальна глибина сягає 68—74 м, а загальна площа за різними оцінками дорівнює 3,9—5 км². За розмірами це найбільше озеро Катунського хребта і Усть-Коксинського району, а також друге за площею озеро Алтаю й одне з найбільших в басейні Катуні.
Тальмень уславлений своїми мальовничими краєвидами, здавна відомий багатими рибними запасами, належить до популярних об'єктів екологічного і рекреаційного туризму. В 1978 році озеру надано статус комплексної пам'ятки природи.

## Етимологія
Не існує єдиної думки щодо іменування цієї водойми. В Державному водному реєстрі Російської Федерації вона зазначена під назвою Тальмень, а в офіційних документах державних природоохоронних установ превалює назва Тайменьє або Тайме́нське о́зеро. Крім цих існують такі варіанти іменування як Тальме́ньє і Тальме́нне о́зеро. Всі вони мають спільне походження, проте його тлумачення різниться. За однією версією, водойма отримала свою назву від сибірської риби таймень. На її користь говорить те, що Тайменьє озеро дійсно славиться рибними запасами. Однак власне таймень в ньому якраз і не живе. Прихильники цієї версії пояснюють це протиріччя тим, що місцеві рибалки могли просто сплутати тайменя з іншим промисловим мешканцем водойми — сибірським харіусом. За іншою версією, озеро названо на честь збіглого каторжника на прізвисько Таймень або Тальмень, який колись жив на його березі.

## Клімат
Клімат в околицях Тальменя різко континентальний, більш суворий і сухий, ніж на схилах Катунського хребта західної та північної експозиції. Середні температури січня в цьому районі становлять –17…–20 ºС, літні температури коливаються в діапазоні від +6 до +16 ºС. Середньорічна сума опадів становить 700—1200 мм. Біоклімат варіює від гостро дискомфортного взимку до помірно дискомфортного влітку.

## Географія
Адміністративно озеро знаходиться на південному сході Усть-Коксинського району Республіки Алтай. Воно лежить за 50 км від районного центру Усть-Кокса в напрямку півдня — південного сходу. Найближчий населений пункт, село Мульта, віддалений від озера на 40 км у північному напрямку. Своїм північно-східним берегом озеро межує із охоронюваною зоною Катунського заповідника, однак охоронний режим цієї установи на нього не поширюється. Загалом околиці водойми малонаселені, місцева транспортна інфраструктура включає лише пішохідні та кінні стежки.
З фізико-географічної точки зору Тайменьє озеро знаходиться на півдні Західного Сибіру, в центральній частині Алтайських гір, саме там, де зосереджені найвищі вершини. Воно лежить в західній частині північного макросхилу Катунського хребта, де більшість гір знаходиться у висотному діапазоні 2500—3200 м. Висоту розташування водойми різні джерела визначають на позначці 1570 або 1616 м. Водний простір Тальменя витягнутий у напрямку з північного сходу на південний захід, на ньому немає жодного острову. Довжина водойми сягає 5420 м, середня ширина становить 700 м, а максимальна — 1080 м. За даними Державного водного реєстру Росії, площа водного дзеркала цього озера дорівнює 3,9 км, за іншими відомостями його акваторія становить 4,26 км², 4,43 км² або 5 км². За розміром Тальмень є найбільшим озером Катунського хребта, загалом багатого на льодовикові водойми, а також найбільшим озером Усть-Коксинського району і басейну всієї Верхньої Катуні. Взагалі в Алтайських горах за розміром його перевершує тільки відоме Телецьке озеро. Водозбірна площа Тальменя дорівнює 117 км². Крім великого розміру його видатною рисою є значна глибина: вже на відстані 50 м від берега вона може сягати 40 м, а в найглибшій точці водойми дорівнює, за різними оцінками, 68 або 74 м. Ступінь звивистості берегової лінії на різних ділянках узбережжя різний.

## Геологія та гідрологія
Тайменьє озеро лежить в зоні Холзунсько-Чуйського антиклінорію, сформованого каледонською складчастістю. В геологічній будові району озера беруть участь середньо-верхньокембрійські террігенні гірські породи. З числа рихлих порід тут розвинуті льодовикові відклади, представлені моренними грядами по берегам водойми, а також пролювіально-делювіальними осипами у підніжжя схилів. За своїм походженням Тальмень належить до моренно-запрудних озер, причому його формування проходило в два етапи. На першому етапі велетенські маси криги виорали на схилі заглиблення трогового типу, через яке униз ринули талі води. На другому етапі цей потік приніс у виорану долину морену, складену з величезних брил і валунів. Вона перегородила нижню частину трогу, утворивши природну греблю і ставши перепоною для вільного відтоку талих вод. Їхнє поступове накопичення в утвореній котловині призвело до появи озера.
В сучасний історичний період Тальмень позбувається надлишку води через річку Озерну — єдину, що з нього витікає. Вона належить до приток Катуні. Живлення озера майже виключно льодовиково-снігове, тобто складається з талих вод поверхневого або високогірного походження. З вершин льодовикові води до озера несуть короткі, але повноводні та стрімкі річки Солоуха (Тальменка), Велика і Мала Громотуха, Хайрюзовка, а також ряд безіменних струмків, що протікають під кам'яними брилами і дресвою. Гори не підступають до Тальменя упритул, однак на західному березі подекуди трапляються прямовисні стінки заввишки до 100 м. На ділянках урвистих схилів часто виникають водоспади, зокрема, мальовничий каскадний водоспад існує на річці Солоуха на віддалі 1,7 км від озера.
Як і всі льодовикові озера, Тальмень вирізняється невисокою температурою води, однак в порівнянні з іншими високогірними водоймами Катунського хребта (наприклад, розташованими поблизу Верхнім Мультинським і Поперечним озерами) це озеро тепліше. Якщо в зазначених водоймах температура води в липні не перевищує +4…+12 °C, то в Тальмені у верхньому шарі може сягати навіть +17 °C. Це обумовлено великим розміром цього озера, через що його водообмін дещо сповільнений, завдяки цьому верхній шар води в ньому встигає прогрітись за коротке алтайське літо.
Льодовиковим живленням обумовлений відносно невисокий рівень мінералізації, значна хімічна чистота озерної води. За хімічним складом її відносять до прісних гідрокарбонатно-кальцієвих вод. При цьому її прозорість відносно невисока (3,2 м). Незначна каламутність води у Тальмені пояснюється виносом делювію з навколишніх гір, який поступає в озеро разом із річковими водами. Зазвичай Тальмень має смарагдово-синій колір води, рідше яскраво- або тьмяно-синій. Дно водойми вистеляє темно-сірий мул.

## Флора і фауна
Ландшафти Тальменя загалом гірські. З трьох боків його оточують високі, помірно круті береги, які на західному боці особливо скелясті й утворюють прямовисні стінки біля урізу води. Північний берег Тальменя рівнинний і заболочений. Озерні схили вкриває густа тайга, яка на західному березі набуває вигляду рідколісся, пересіченого високотравними луками. Основною деревною породою в лісах виступає модрина сибірська, а домішкою до неї слугує сосна сибірська, більш відома під місцевою назвою «кедр». Рідше трапляється ялиця сибірська.
На прибережних луках звичайними компонентами травостою виступають представники різнотрав'я Geranium albiflorum, Lathyrus gmelinii, Pedicularis incarnata, Rhaponticum carthamoides («маралячий корінь»), Saussurea latifolia, осот різнолистий, чемериця зеленоцвіта, злаки Poa sibirica і китник лучний та один вид осоки Carex perfusca. Вище на схилах розвинуті альпійські високо- і низькоравні луки, на яких влітку цвіте чимало рослин з яскравими квітами. Найбільш помітні серед них орлики (Aquilegia glandulosa), анемони (Anemone crinita), «ведмежий корінь» (Hedysarum austrosibiricum), тирлич (Gentiana grandiflora), жовтець (Ranunculus propincuus), фіалка (Viola altaica) та, особливо, жовтогарячі вовчі лапи місцевих видів (Trollius altaicus і Trollius asiaticus). Ближче до вершин лучну рослинність змінює неприваблива чагарникова тундра, в якій серед карликових беріз росте багато чорниці. У гирлі Солоухи утворилася заболочена лука, на якій розвинуті рослинні угруповання з Carex altaica, Sajania monstrosa, Swertia obtusa, оливником рожевим, щучником дернистим тощо. Влітку її уквітчує золотава калюжниця болотяна. В самому озері через низьку температуру води рослинності практично немає.
Загалом в околицях озера виявлено 27 видів ссавців, 99 видів пернатих, а в його акваторії описано 6 видів риб. У приозерних лісах мешкають вивірки, вовки, соболі, рисі, влітку сюди навідуються олені, сарни, ведмеді, лосі тощо. В річці Озерній постійно спостерігають декілька родин видр — це одне з небагатьох місць Катунського хребта, де вони ще збереглися. З птахів в околицях Тальменя звичні глушець і орябок, які ховаються у лісовій гущавині. На відкритих просторах під час полювання спостерігають хижих пернатих: балабана, сапсана та особливо чисельну тут скопу. У високогір'ях мешкають улари алтайські — рідкісні й сторожкі птахи, занесені до Червоної книги Росії. З червонокнижних пернатих тут відмічені Gallinago solitaria, беркут, баклан великий, гагара чорношия. Перелік суходільних тварин завершують метелики, яких багато на альпійських луках. Хоча точний видовий перелік місцевих комах поки що не складений, достеменно відомо, що навколо Тальменя існує популяція рідкісного метелика аполлона.
У самому озері через невисоку температуру води виживають лише найбільш пристосовані до холоду прісноводні риби — бабець строкатоплавцевий, мересниця річкова, палія сибірська, харіус сибірський. Крім того, через Озерну річку до нього потрапляє минь річковий. Раніше з Озерної сюди заходив також Brachymystax tumensis (ендемічний вид ленка), але через загальне зниження чисельності тепер ця риба в іхтіофауні Тальменя відсутня.
Слід зазначити, що навколо Тальменя зростає 15 видів рослин, занесених до Червоної книги Республіки Алтай, наприклад, Aconitum decipiens, Allium altaicum, Erythronium sibiricum, Rhodiola algida, Rhodiola quadrifida, оливник рожевий («золотий корінь»), 10 видів місцевих тварин занесені до Червоних книг Республіки Алтай і Росії.
Флора озера Тальмень

## Значення
Тальмень знаходиться у зоні традиційного розселення алтайських племен, однак з XIX сторіччя сюди переселяли також і російських старовірів. Ця замкнута етнорелігійна група утворила сталі осередки розселення, жителі яких займалися здебільшого полюванням і рибальством. Тайменьє озеро також входило до їхніх угідь. Старовіри відносились до місцевої природи з пошаною, а тому їхня діяльність не завдавала шкоди гірським екосистемам.
З другої половини XX сторіччя Тальмень став відомим у колах любителів спортивного туризму. Спочатку до водойми навідувались лише підготовані мандрівники, оскільки нерозвинута транспортна інфраструктура масовому туризму не сприяла. З кінця XX — початку XXI століть відвідини озера почастішали. Частина сучасного туристичного потоку носить організований характер, зокрема, Тальмень входить до екомаршрутів Катунського заповідника. Однак на його берегах відпочиває також багато самодіяльних туристів, аматорів-рибалок, яким дозволено рибалити за ліцензією.
Щоби зберегти незайману мальовничу природу Тальменя 26 вересня 1978 року його оголосили місцевою пам'яткою природи, однак при цьому не визначили, яка саме територія має охоронятися. 16 лютого 1996 року Тайменьє озеро визнали комплексною пам'яткою природи республіканського значення. При цьому акваторія озера, розмір якої визначили у 426 га, склала ядро пам'ятки, а узбережну смугу завширшки 50 м загальною площею 612 га оголосили охоронною зоною. Охорону Тальменя поклали на інспекторів Катунського заповідника. Втім, ці заходили виявились недієвими, оскільки на березі озера збудували єгерський кордон, а в саме озеро в інтересах аматорів спортивної рибалки випустили інвазійні види промислових риб. Станом на 2020 рік головними проблемами Тальменя залишаються засміченість побутовими відходами туристів, витоптування аборигенної рослинності, фактор турбування звірів і птахів через шумове забруднення, до другорядних проблем відносять браконьєрське рибальство і негативний вплив на рослинність від випасання туристських коней. На березі Тальменя діє автоматична метеорологічна станція Катунського заповідника.
Фауна озера Тальмень